# NGC 7015
NGC 7015 је спирална галаксија у сазвежђу Ждребе која се налази на NGC листи објеката дубоког неба.
Деклинација објекта је + 11° 24' 49" а ректасцензија 21h 5m 37,3s. Привидна величина (магнитуда) објекта NGC 7015 износи 12,4 а фотографска магнитуда 13,2. NGC 7015 је још познат и под ознакама UGC 11674, MCG 2-53-12, CGCG 425-40, IRAS 21032+1112, PGC 66076.